# Fromia balanse
Fromia balanse är en sjöstjärneart som beskrevs av Perrier 1875. Fromia balanse ingår i släktet Fromia och familjen Ophidiasteridae. Inga underarter finns listade i Catalogue of Life.